# 藤坂公彦
藤坂 公彦（ふじさか きみひこ）は、日本のゲームクリエイター・イラストレーター。フリー。

## 人物
大学院を中退した後、ソニー・コンピュータエンタテインメントの子会社であるシュガーアンドロケッツに入社。デザイナーとしていくつかのタイトルを手がける。その後キャビアへ移籍し、以降はキャラクターデザイナーやイラストレーターとしての活動も行う。
ミストウォーカーとのコラボでXbox 360専用ソフト『クライオン』の開発に関わるが開発が中止となり、後にミストウォーカーへ移籍。
キャラクターデザインの代表作は「ドラッグオンドラグーン」「テラバトル」「幕末Rock」「ラストストーリー」など。

## 参加作品
- フェイズパラドックス（2001年、PS2、ソニー・コンピュータエンタテインメント）
- ドラッグオンドラグーンシリーズ[2]
  - ドラッグオンドラグーン（2003年、PS2、スクウェア・エニックス） - キャラクターデザイン
  - ドラッグオンドラグーン2 封印の紅、背徳の黒（2005年、PS2、スクウェア・エニックス） - キャラクターデザイン
  - ドラッグオンドラグーン3（2013年、PS3、スクウェア・エニックス） - キャラクターデザイン
- シャドウハーツ・フロム・ザ・ニューワールド（2006年、PS2、アルゼ） - 「スターターPack」特製スリーブケースのイラスト提供[3]
- クライオン（2008年開発中止[1]、Xbox 360、AQインタラクティブ） - キャラクターデザイン

- LORD of VERMILIONシリーズ
  - LORD of VERMILION（2008年、AC、スクウェア・エニックス） - イラスト提供[4]
  - LORD of VERMILION Re:2（2012年、AC、スクウェア・エニックス） - イラスト提供[5]
  - LORD of VERMILION III Ark-cell（2014年、AC、スクウェア・エニックス） - イラスト提供[6]
- スクール オブ ラグナロク（2015年、AC、スクウェア・エニックス） - キャラクターデザイン
- ワールド・デストラクション 〜導かれし意思〜（2008年、DS、セガ） - キャラクターデザイン[7]、キャラクタークリエイト[注 1]
- ブルードラゴン 異界の巨獣（2009年、DS、バンダイナムコゲームス）
- ラストストーリー（2011年、Wii、任天堂） - キャラクターデザイン[2]
- ファイアーエムブレム 覚醒（2012年、3DS、任天堂） - 追加コンテンツ用のキャライラスト（異界のロイ[8]）
- 幕末Rockシリーズ
  - 幕末Rock（2014年、PSP、マーベラスAQL） - キャラクターデザイン
  - 幕末Rock 超魂（2014年、PSP・PS Vita、マーベラスAQL） - キャラクターデザイン
  - テレビアニメ「幕末Rock」（2014年、TOKYO MX） - キャラクター原案
  - 幕末Rock 極魂（2015年、iOS・Android） - キャラクターデザイン
- テラバトルシリーズ
  - テラバトル（2014年、iOS・Android、ミストウォーカー） - キャラクターデザイン
  - テラバトル2（2017年、iOS・Android、ミストウォーカー・シリコンスタジオ） - キャラクターデザイン
  - テラウォーズ（2019年、iOS・Android、ミストウォーカー・アーゼスト） - キャラクターデザイン
- ファイアーエムブレム ヒーローズ（2017年-2023年、iOS・Android、任天堂） - 一部キャラクターデザイン
- Voice of Cardsシリーズ
  - Voice of Cards ドラゴンの島（2021年、Switch・PS4・Steamほか、スクウェア・エニックス） - キャラクターデザイン
  - Voice of Cards できそこないの巫女（2022年、同上、スクウェア・エニックス） - キャラクターデザイン
  - Voice of Cards 囚われの魔物（2022年、同上、スクウェア・エニックス） - キャラクターデザイン
- アナザーエデン 時空を超える猫（2021年、iOS・Android・Win10/11、GREE） - Ver2.7.80 新キャラクターデザイン（メリッサ[2]）